# Crystal Fairy & the Magical Cactus
Crystal Fairy & the Magical Cactus é um filme chileno de comédia de 2013 dirigido e escrito por Sebastián Silva. A obra é protagonizada por Michael Cera e Gaby Hoffmann.
Na estreia no Festival de Cinema de Sundance, o diretor Silva disse que seu filme, baseado em um encontro da vida real, é “sobre o nascimento da compaixão na vida de alguém”. O filme recebeu, de modo geral, críticas positivas da crítica.

## Enredo
Jamie, um jovem estadunidense egocêntrico que viaja pelo Chile, está ansioso para explorar os mistérios do cacto San Pedro, um alucinógeno local. Porém, num momento de indiscrição, ele convida a excêntrica Crystal Fairy, outra jovem dos Estados Unidos, para se juntar a ele e aos seus três companheiros chilenos, que também procuram a planta. Para a consternação de todos, Crystal Fairy, obcecada pela Nova Era, junta-se a eles em sua viagem, e sua presença logo testa a paciência de todos. Apesar de um roubo apressado para adquirir a planta desejada, todos eles vivenciam experiências sinceras sob sua influência psicotrópica em uma remota praia deserta, o que os aproxima. No final, eles se tornam mais solidários e tolerantes com as personalidades individuais um do outro.

## Elenco
- Michael Cera como Jamie
- Gaby Hoffmann como Crystal Fairy
- Juan Andrés Silva como Champa
- José Miguel Silva como Lel
- Agustín Silva como Pilo
- Sebastián Silva como Lobo
- Sol Squire como especialista em baleias
- Mark Grattan como especialista em baleias
- Nancy Castillo como Grocery Store Saleslady
- Graciela Gonzalez Cruz como Mrs. Pachita
- Franco como cacto San Pedro

## Produção
Michael Cera estava no Chile aprendendo espanhol para Magic Magic e morava com os meninos Silva há meses quando Gaby Hoffmann chegou. Sebastián Silva deu-lhe uma breve descrição da personagem durante um telefonema cerca de uma semana antes de ela partir para o Chile. Hoffmann disse: "E tudo o que ele fez foi dizer: 'Vá comprar alguns livros sobre 2012 e entre no avião'." Os atores passaram uma semana em Santiago em pré-produção, morando juntos na casa dos pais de Silva - onde ele havia filmado La nana em 2009. Os meninos ficavam sentados tocando violão e cantando músicas. Hoffmann se lembra de ouvir a música fluindo pelas portas abertas enquanto Sebastián e Hoffmann se sentavam em uma mesa onde ela criava todos os desenhos de Crystal Fairy no caderno que ela tem no filme.
O personagem titular é baseado em uma pessoa real que influenciou o diretor. O roteiro era um esboço com cada cena incluindo um momento que leva os atores ao próximo lugar. Eles não fizeram nenhum ensaio como personagem, mas como os meninos já moravam juntos quando Hoffmann chegou, foi mais fácil assumir o papel de sua personagem como forasteira. Enquanto filmava a cena da viagem de Crystal Fairy, Hoffmann estava na verdade sob a influência de psicodélicos reais, dizendo "... eu simplesmente sabia que ficaria tudo bem. Minha dose era fraca, então tive que tomar uma segunda, embora foi tão revoltante, mas eu realmente adorei. Estive totalmente presente na experiência de fazer o filme e senti que era sutil o suficiente para poder entrar e sair dele”, disse Hoffmann. “Nunca pensei: 'Meu Deus, estou viajando e preciso fazer um filme'. Eu senti que poderia sair totalmente dessa situação e pensar, 'Ok, Sebastián, o que está acontecendo? O que precisamos fazer?' E então eu poderia voltar e seguir em frente. E, você sabe, há horas e horas de filmagem que você não vê porque foi uma viagem de 10 horas e estávamos naquele deserto o tempo todo. Foi ótimo, mas foi sutil".

## Lançamento
Silva disse ao público após a estreia mundial em Park City que Crystal Fairy foi em grande parte improvisado. Distribuído pela IFC Films na América do Norte, o filme foi lançado em 12 de julho de 2013.

### Recepção crítica
Crystal Fairy recebeu críticas geralmente positivas, atualmente mantendo uma classificação de 80% no Rotten Tomatoes, com base em 82 avaliações, com uma classificação média de 6,7/10. O consenso do site diz: "Leve e pouco polido, Crystal Fairy é mantido junto com a direção segura de Sebastián Silva e duas atuações fortes e comprometidas de Michael Cera e Gaby Hoffman." No Metacritic, o filme tem uma classificação de 67 em 100, com base em 25 críticos, indicando "críticas geralmente favoráveis".
Escrevendo para The Village Voice, Alan Scherstul elogia o desempenho de Cera, escrevendo: "Cera é um prazer... Há um brilho terno nele aqui, e algumas palhaçadas de vagem; às vezes, especialmente quando ele está tocando um som beatífico, ele procura por todo o mundo como Harpo Marx."